# 高亚飞
高亚飞（1980年—），安徽利辛人，汉族，中华人民共和国政治人物、第十二届全国人民代表大会安徽地区代表。

## 生平
1995年9月—1998年7月就读于利辛县第一中学。2002年毕业于安徽工业大学计算机科学与技术专业。在校期间担任过学生会主席、兼职辅导员等职务。后加入中国共产党。2002年7月留校任教，先后担任过安徽工业大学辅导员，计算机学院团总支副书记职务。2006年1月就读于中国科学技术大学管理学院，攻读工商管理硕士。2006年4月返乡创办安徽浩翔农牧有限公司。2009年与畜牧局、科技局、团县委合办养猪大学，培训600多人次。2011年10月参加中国共产党安徽省第九次代表大会。 2013年，担任全国人大代表。

## 荣誉
“第十二届全国人大代表”；“安徽省第十一届人大代表”；“安徽省第九届党代会代表” ；“第七届全国农村青年致富带头人”；“首届感动安徽十大新闻人物”；“安徽省农民创业带头人” ；“安徽省农民十大创业之星”；“安徽省大学生创业先进典型”； “亳州市十大杰出青年” ；“省军区扶贫创建先进个人”  “市级人才工作先进个人”；